# معالة
معالة هي بلدية جبلية جزائرية  تقع في ولاية البويرة, و تبعد عن عاصمة مدينة الأخضرية بحوالي 15 كليومتر.

## انظر
- زاوية الحمامي

## مواضيع ذات صلة
- بلديات ولاية البويرة
- دوائر ولاية البويرة